# Autophila horrida
Autophila horrida är en fjärilsart som beskrevs av Charles Boursin 1955. Autophila horrida ingår i släktet Autophila och familjen nattflyn. Inga underarter finns listade i Catalogue of Life.